# Флаги Бурятии
Список флагов муниципальных образований Республики Бурятия Российской Федерации.
На 1 января 2020 года в Бурятии насчитывалось 286 муниципальных образований — 2 городских округа, 21 муниципальный район, 16 городских и 247 сельских поселений.

## Флаги городских округов
| Флаг       | Наименование                                            | Дата утверждения | Номер в ГГР |
| ---------- | ------------------------------------------------------- | ---------------- | ----------- |
|            | Флаг городского округа «город Улан-Удэ»                 | 20 октября 2005  | 2023        |
| нет данных | Флаг муниципального образования «город Северобайкальск» |                  |             |

## Флаги муниципальных районов
| Флаг | Наименование                                                    | Дата утверждения | Номер в ГГР |
| ---- | --------------------------------------------------------------- | ---------------- | ----------- |
|      | Флаг муниципального образования «Баргузинский район»            | 31 августа 2011  | 7594        |
|      | Флаг муниципального образования «Баунтовский эвенкийский район» | 28 апреля 2011   |             |
|      | Флаг муниципального образования «Бичурский район»               | 3 августа 2010   | 6637        |
|      | Флаг муниципального образования «Джидинский район»              |                  |             |
|      | Флаг муниципального образования «Еравнинский район»             | 14 октября 2003  | 1345        |
|      | Флаг муниципального образования «Заиграевский район»            | 27 ноября 2009   |             |
|      | Флаг муниципального образования «Закаменский район»             | 2012             |             |
|      | Флаг муниципального образования «Иволгинский район»             | 30 сентября 2009 |             |

| Флаг | Наименование                                               | Дата утверждения | Номер в ГГР |
| ---- | ---------------------------------------------------------- | ---------------- | ----------- |
|      | Флаг муниципального образования «Кабанский район»          |                  |             |
|      | Флаг муниципального образования «Курумканский район»       | 13 ноября 2018   | 12174       |
|      | Флаг муниципального образования «Кяхтинский район»         | 25 сентября 2008 | 5075        |
|      | Флаг муниципального образования «Мухоршибирский район»     | 19 апреля 2018   | 11887       |
|      | Флаг муниципального образования «Северо-Байкальский район» | 25 июля 2018     |             |
|      | Флаг муниципального образования «Хоринский район»          | 17 апреля 2015   | 10238       |

## Флаги городских поселений
| Флаг | Наименование                                                   | Дата утверждения | Номер в ГГР |
| ---- | -------------------------------------------------------------- | ---------------- | ----------- |
|      | Флаг городского поселения «Каменское» Кабанского района        | 28 октября 2010  |             |
|      | Флаг городского поселения «Город Кяхта» Кяхтинского района     | 26 апреля 2007   | 3424        |
|      | Флаг городского поселения «Янчукан» Северо-Байкальского района | 20 октября 2009  |             |

## Флаги сельских поселений
| Флаг | Наименование                                                      | Дата утверждения | Номер в ГГР |
| ---- | ----------------------------------------------------------------- | ---------------- | ----------- |
|      | Флаг сельского поселения «Арзгун» Курумканского района            | 7 декабря 2020   |             |
|      | Флаг сельского поселения «Баргузинское» Баргузинского района      | 10 июля 2012     | 8035        |
|      | Флаг сельского поселения «Дабатуйское» Заиграевского района       | 15 июля 2014     | 9954        |
|      | Флаг муниципального образования «Исингинское» Еравнинского района | 19 августа 2011  |             |
|      | Флаг сельского поселения «Саганнурское» Мухоршибирского района    | 29 февраля 2016  | 11096       |

| Флаг | Наименование                                                           | Дата утверждения | Номер в ГГР |
| ---- | ---------------------------------------------------------------------- | ---------------- | ----------- |
|      | Флаг сельского поселения «Сойотское» Мухоршибирского района            | 9 июля 2018      |             |
|      | Флаг муниципального образования «Сосново-Озерское» Еравнинского района | 29 апреля 2011   |             |
|      | Флаг сельского поселения «Танхойское» Кабанского района                | 15 июня 2018     | 12392       |
|      | Флаг муниципального образования «Шабурское» Заиграевского района       | 24 сентября 2012 | 7926        |

## Упразднённые флаги
| Флаг | Наименование                                         | Дата утверждения | Дата отмены     |
| ---- | ---------------------------------------------------- | ---------------- | --------------- |
|      | Флаг городского округа «город Улан-Удэ»              | 27 мая 2004      | 20 октября 2005 |
|      | Флаг муниципального образования «Курумканский район» | 2 сентября 2011  |                 |

| Флаг | Наименование                                                           | Дата утверждения | Дата отмены    |
| ---- | ---------------------------------------------------------------------- | ---------------- | -------------- |
|      | Флаг муниципального образования «Сосново-Озерское» Еравнинского района | 6 декабря 2010   | 29 апреля 2011 |